# Schizobopyrina andamanica
Schizobopyrina andamanica är en kräftdjursart som först beskrevs av Goverdhan Lal Chopra 1923.  Schizobopyrina andamanica ingår i släktet Schizobopyrina och familjen Bopyridae. Inga underarter finns listade i Catalogue of Life.